# Рахма
Ра́хма — река в Нижегородской области, правый приток Волги.
Длина реки — 18 км, площадь водосборного бассейна — 132 км². Берёт начало в Дятловых горах в Приокском районе Нижнего Новгорода. Течёт на восток и юго-восток по территории города и Кстовского района. Впадает в Чебоксарское водохранилище на северо-западе города Кстово.
На реке также располагаются населённые пункты д. Анкудиновка, п. Анкудиновка, Утечино, Ржавка, Малая Ельня.
Притоки: слева впадает река Старка (Кова), справа вливаются река Чёрная и несколько крупных безымянных ручьёв.

## Описание русла
Ширина реки: 4—6 м. Скорость течения: 0,5 м/с. Расход воды: 0,1 м³/с. Средняя глубина: 1,2 м.
В обнажениях берегов по всему бассейну реки встречаются пестроцветные глины, мергели, опока, песчаники, известняки и доломитизированные известняки.
Бассейн реки находится в местности, где расчленённость территории составляет до 2 км оврагов и балок на 1 км² территории. Степень эродированности почв достигает 30 % (в основном, смыв почв, реже — оврагообразование). Абсолютные высоты в бассейне достигают 205 м.

## Флора и фауна реки и поймы
На склонах левого берега реки в юго-восточной части Нижнего Новгорода расположена дубрава Ботанического сада Нижегородского государственного университета — ландшафтный памятник природы.
В пойме реки имеются широколиственные леса (дубравы) и их дериваты, сосны-останцы и ряд видов растений, свойственных хвойным и широколиственным лесам: можжевельник, грушанка, рамишия, майник, седмичник, кислица, черника, брусника.
В долине реки на влажном лугу произрастают редкие орхидеи — пальчатокоренник мясокрасный, дремлик болотный, тайник яйцевидный, кокушник длиннорогий, а также осока жёлтая. Встречаются блисмус сжатый и посконник конопляный.
В воде и прибрежных территориях встречаются лесные вороны, сороки, лягушки, зелёная жаба, разнообразные моллюски и насекомые. Общее число видов животных — 32.

## Экологическое состояние

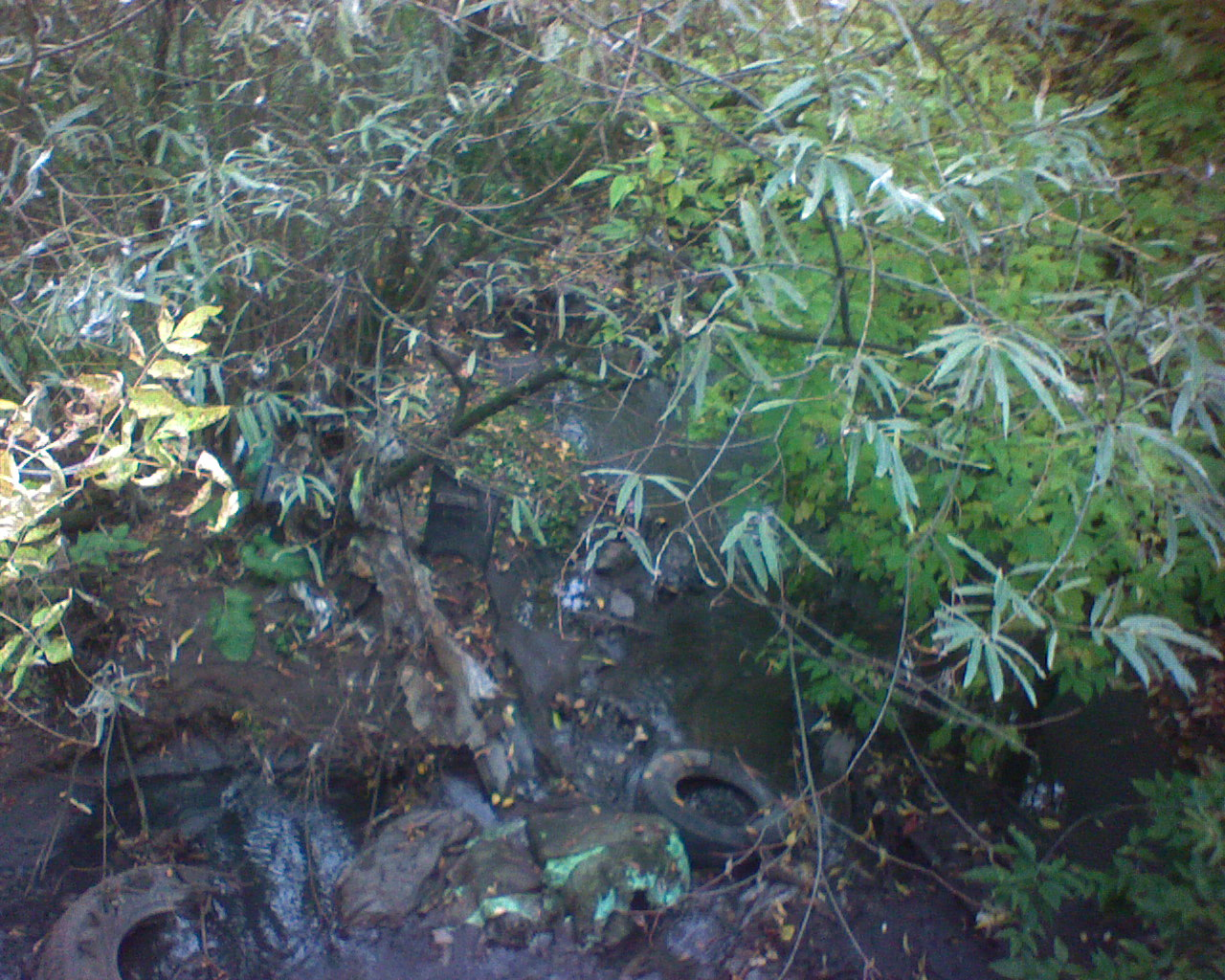
Загрязнение реки близ истока. 2011 г.

Река сильно загрязнена. Общий сброс сточных вод в реку в 2004 году составлял 265 817 м³, из них нормативно очищенных 8300 м³.
В 2009 году были введены в эксплуатацию очистные сооружения физико-химической очистки на ОАО «Керма» на реке Рахма с объёмом нормативно-очищенных стоков — 19 тыс. м³.
В 2010—2020 гг. планируется строительство канализационного коллектора диаметром 2000 мм вдоль реки Рахма.

## Памятники культуры
По данным археологических раскопок, проводимых в бассейне р. Рахмы бассейн реки был освоен славяно-русским населением непрерывно с XIV века, все современные селения существуют на месте славянских селищ той эпохи.
Памятники археологии, находящиеся на землях историко-культурного назначения:
- Селище Утечинское, XIII — начало XV (д. Утечино, в 1 км к югу, на правом берегу Рахмы, на широком мысу в месте небольшого всхолмления береговой террасы);
- Селище Утечино-2, XIII—XVIII вв. (д. Утечино, в 0,27 км к юго-востоку от южной окраины, в 1 км к северо-востоку от селища Утечинское);
- Селище Федяково-1, XIII—XVIII вв. (д. Федяково, в 1 км к северо-западу, на верхней площадке высокого обрывистого левого берега Рахмы);
- Селище Федяково-2, XVI—XVIII вв. (д. Федяково, 1,4 км от церкви по азимуту 200, в верховьях большого оврага, устье которого выходит в болотистую пойму Рахмы);
- Селище Федяково-3, 2-я пол. I начало II тыс. н. э. (д. Федяково, в 0,5 км к северо-западу, на склоне левого коренного берега Рахмы в 0,5 км к северо-востоку от селища Федяково-1);
- Селище Анкудиновское XIII—XVIII вв. (д. Анкудиновка, в 0,14 км к югу от дома N 90, на верхней площадке мыса левого коренного берега Рахмы при впадении в неё небольшого безымянного ручья).

## Название
По существующей гипотезе название реки имеет тюркское происхождение, либо дано по заимствованию из тюркских языков.
В мордовском языке существует имя «Рахама» (от глагола «раха» — смеяться), а также имя «Рохама» (от глагола «рохамс» — хрюкать).
В тюркском языке распространено имя «Рахма» (от араб. raħm‎ — матка).
В арабском языке слово «Рахма» означает «милосердие, жалость», также так именуют аскета, который ищет прощения у Бога.

## Данные водного реестра
По данным государственного водного реестра России относится к Верхневолжскому бассейновому округу, речной подбассейн реки — Волга от впадения Оки до Куйбышевского водохранилища (без бассейна Суры). Речной бассейн реки — (Верхняя) Волга до Куйбышевского водохранилища (без бассейна Оки).
Код водного объекта в государственном водном реестре — 08010400312110000034158.

## Фотогалерея

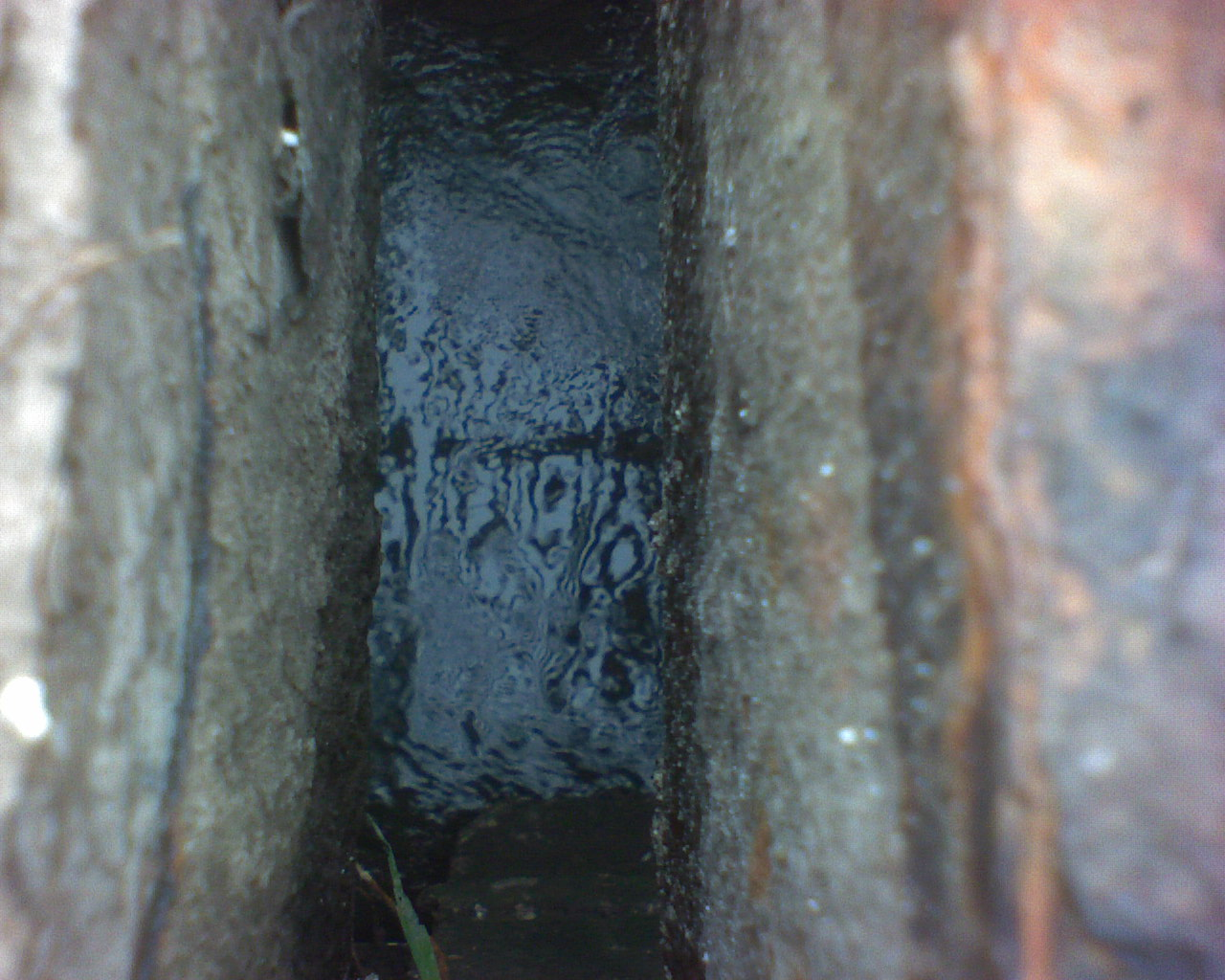
Рахма в коллекторе
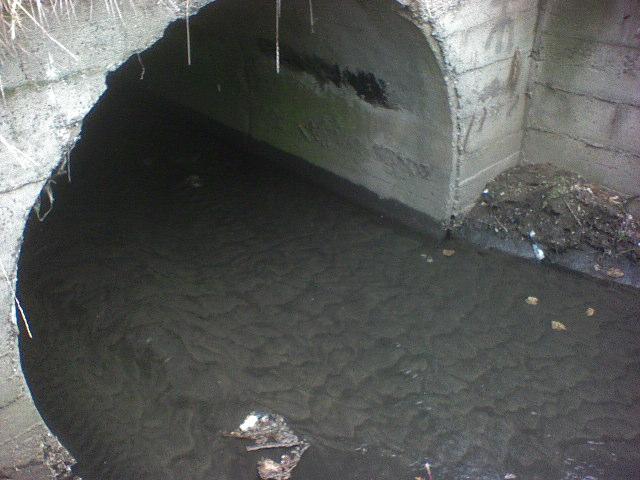
Незадолго до выхода на открытое пространство
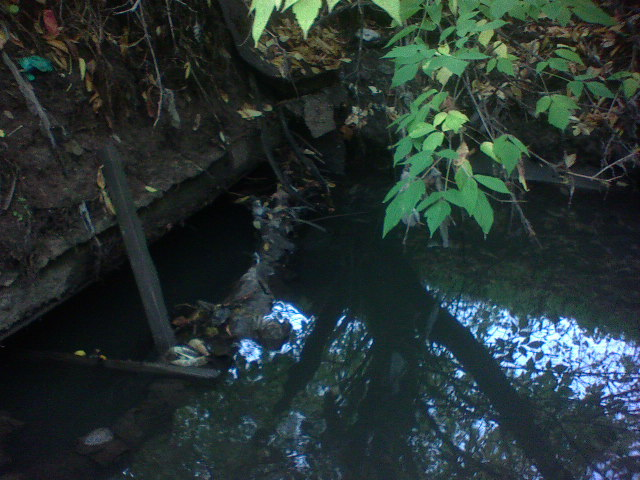
Выход из коллектора
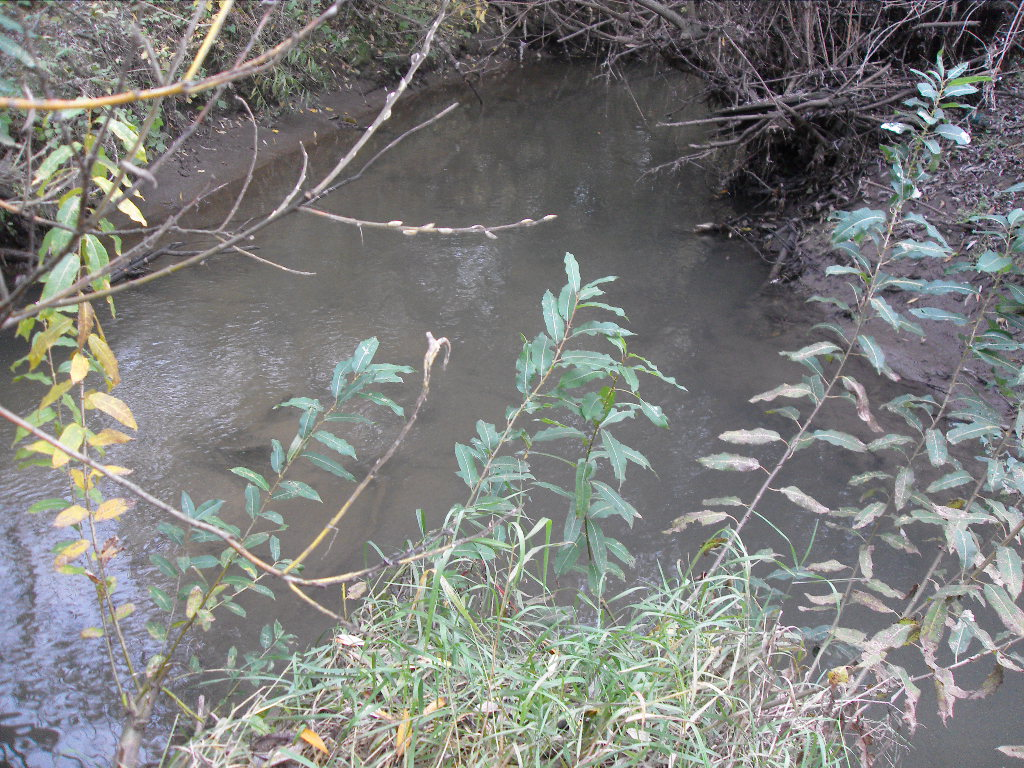
Слияние рек Старки (Ковы) (слева) и Рахмы (справа)
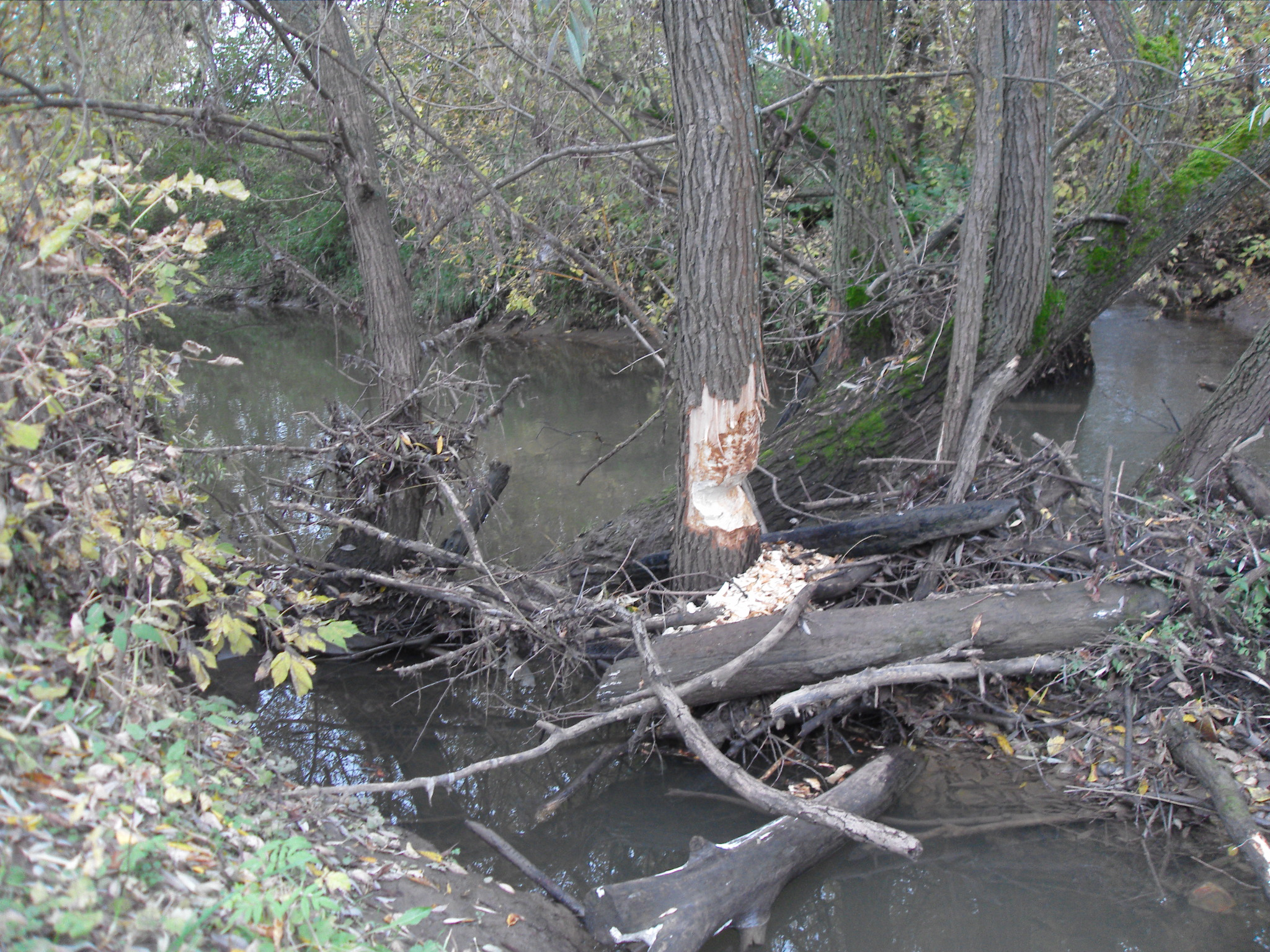
Впадение безымянного ручья (справа) в Рахму близ д. Утечино
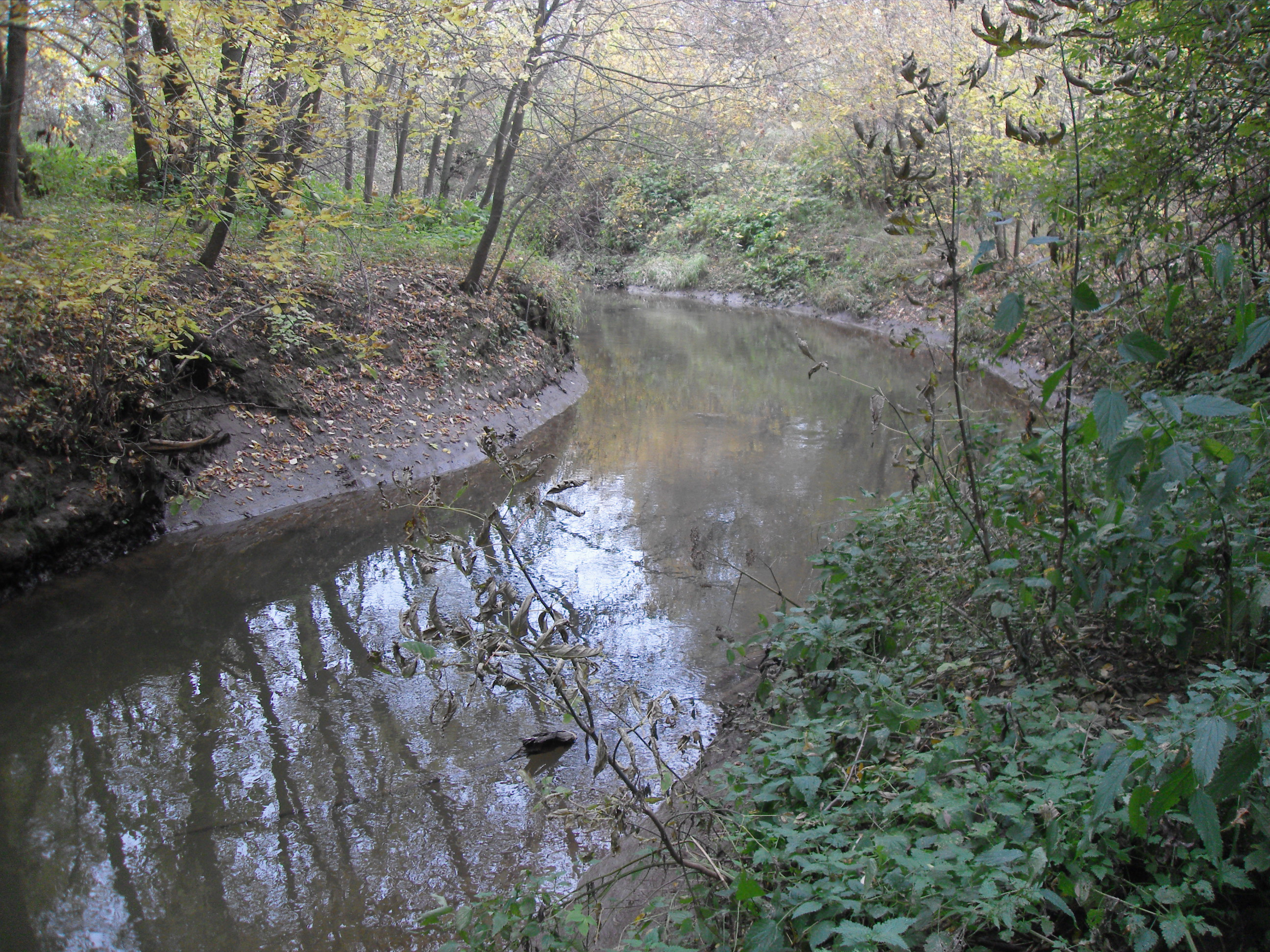
Рахма после впадения безымянного ручья и реки Старки (Ковы)